# Sankt Örjan Kedjebo internatskola
Sankt Örjan Kedjebo internatskola, Kedjeboskolan eller Kedjebo lägerskola, är en lägerskola i Kedjebo söder om Fagersta. Den grundades ursprungligen som en skola för elever med särskilda behov. Sedan höstterminen 2014 drivs den som lägerskola av Stiftelsen Frimurare Barnhuset i Stockholm, med plats för 20 ungdomar och deras lärare.
Skolan öppnades i januari 1961 efter ett initiativ av bland andra Erik Zetterlund (1908–1980). Från 1961 till 1985 var Riksförbundet Sveriges fritids- och hemgårdar huvudman och skolan drevs med stöd av Stiftelsen Frimurare Barnhuset. Skoldelen lydde under Stockholms skolstyrelse, vilket innebar att skolan drevs med såväl kommunala som privata medel. Från grundandet till 1966 tillhörde skolan organisatoriskt Norra Ängby rektorsområde. Mellan 1966 och 1968 tillhörde Kedjeboskolan Hammarby rektorsområde och från 1968 till verksamhetens nedläggning 2004 tillhörde man S:t Örjans rektorsområde. Från 2001 tillhörde skolan helt Stockholms kommun. Skolan hade plats för 12 elever och tog hand om pojkar med olika typer av problembakgrund. År 1961–1962 hade man årskurserna 1-6, år 1962–1964 årskurserna 4-6, år 1965–1967 årskurserna 4-9, år 1967–1968 årskurserna 7-9 och år 1968–2004 årskurserna 4-9.
Höstterminen 2004 startade verksamheten på nytt, men nu som lägerskola med ekonomiskt bidrag från Frimurarna. Skolan kom på nytt att tillhöra S:t Örjans rektorsområde, men från och med höstterminen 2010 till och med vårterminen 2014 tillhörde man ESS-gymnasiet. Från 2014 drivs den av Frimurarna.